# Copa América 1956
De Copa América 1956 (eigenlijk Zuid-Amerikaans voetbalkampioenschap 1956, want de naam Copa América wordt pas vanaf 1975 gedragen) was een toernooi gehouden Uruguay van 12 januari tot 15 februari 1956.
De deelnemende landen waren Argentinië, Brazilië, Chili, Paraguay, Peru en Uruguay.
Colombia, Bolivia en Ecuador trokken zich terug.

## Deelnemende landen
| Land           | Aantal deelnames | Huidig aantal deelnames op rij | Vorige deelname |
| -------------- | ---------------- | ------------------------------ | --------------- |
| Argentinië (t) | 21ste            | 2                              | 1955            |
| Brazilië       | 16de             | 1                              | 1953            |
| Chili          | 19de             | 12                             | 1955            |
| Paraguay       | 16de             | 6                              | 1955            |
| Peru           | 12de             | 5                              | 1955            |
| Uruguay (g)    | 23ste            | 15                             | 1955            |

- (g) = gastland
- (t) = titelverdediger

## Stadion
| Montevideo                            | · Montevideo |
| Estadio Centenario Capaciteit: 65.235 | · Montevideo |
|                                       | · Montevideo |

## Scheidsrechters
De organisatie nodigde in totaal 5 scheidsrechters uit voor 15 duels. Tussen haakjes staat het aantal gefloten duels tijdens de Copa América 1956.

## Eindstand
| Land       | Wed | Win | Gel | Ver | DV | DT | +/− | Pnt |
| ---------- | --- | --- | --- | --- | -- | -- | --- | --- |
| Uruguay    | 5   | 4   | 1   | 0   | 9  | 3  | +6  | 9   |
| Chili      | 5   | 3   | 0   | 2   | 11 | 8  | +3  | 6   |
| Argentinië | 5   | 3   | 0   | 2   | 5  | 3  | +2  | 6   |
| Brazilië   | 5   | 2   | 2   | 1   | 4  | 5  | –1  | 6   |
| Paraguay   | 5   | 0   | 2   | 3   | 3  | 8  | –5  | 2   |
| Peru       | 5   | 0   | 1   | 4   | 6  | 11 | –5  | 1   |

## Wedstrijden
Elk land moest één keer tegen elk ander land spelen. De puntenverdeling was als volgt:
- Twee punten voor winst
- Eén punt voor gelijkspel
- Nul punten voor verlies

|                                    |                                                               |       |                                    |                                                                                       |
| 21 januari 1956 «onderlinge duels» | Uruguay                                                       | 4 – 2 | Paraguay                           | Estadio Centenario, Montevideo Toeschouwers: 55.000 Scheidsrechter: Juan Regis Brozzi |
| 21 januari 1956 «onderlinge duels» | Óscar Míguez 12' Guillermo Escalada 25', 32' Walter Roque 65' |       | Máximo Rolón 81' Antonio Gómez 89' | Estadio Centenario, Montevideo Toeschouwers: 55.000 Scheidsrechter: Juan Regis Brozzi |

|                                    |                                    |       |                   |                                                                                          |
| 22 januari 1956 «onderlinge duels» | Argentinië                         | 2 – 1 | Peru              | Estadio Centenario, Montevideo Toeschouwers: 16.000 Scheidsrechter: Washington Rodríguez |
| 22 januari 1956 «onderlinge duels» | Omar Sívori 43' Federico Vairo 51' |       | Roberto Drago 56' | Estadio Centenario, Montevideo Toeschouwers: 16.000 Scheidsrechter: Washington Rodríguez |

|                                    |                                                                 |       |              |                                                                                       |
| 24 januari 1956 «onderlinge duels» | Chili                                                           | 4 – 1 | Brazilië     | Estadio Centenario, Montevideo Toeschouwers: 18.000 Scheidsrechter: Juan Regis Brozzi |
| 24 januari 1956 «onderlinge duels» | Enrique Hormazábal 8', 83' René Meléndez 65' Leonel Sánchez 71' |       | Maurinho 38' | Estadio Centenario, Montevideo Toeschouwers: 18.000 Scheidsrechter: Juan Regis Brozzi |

|                                    |                                         |       |      |                                                                                        |
| 28 januari 1956 «onderlinge duels» | Uruguay                                 | 2 – 0 | Peru | Estadio Centenario, Montevideo Toeschouwers: 70.000 Scheidsrechter: Cayetano de Nicola |
| 28 januari 1956 «onderlinge duels» | Guillermo Escalada 42' Óscar Míguez 73' |       |      | Estadio Centenario, Montevideo Toeschouwers: 70.000 Scheidsrechter: Cayetano de Nicola |

|                                    |          |       |          |                                                                                       |
| 29 januari 1956 «onderlinge duels» | Brazilië | 0 – 0 | Paraguay | Estadio Centenario, Montevideo Toeschouwers: 45.000 Scheidsrechter: Sergio Bustamante |
| 29 januari 1956 «onderlinge duels» |          |       |          | Estadio Centenario, Montevideo Toeschouwers: 45.000 Scheidsrechter: Sergio Bustamante |

|                                    |                       |       |       |                                                                                           |
| 29 januari 1956 «onderlinge duels» | Argentinië            | 2 – 0 | Chili | Estadio Centenario, Montevideo Toeschouwers: 45.000 Scheidsrechter: João Baptista Laurito |
| 29 januari 1956 «onderlinge duels» | Ángel Labruna 9', 79' |       |       | Estadio Centenario, Montevideo Toeschouwers: 45.000 Scheidsrechter: João Baptista Laurito |

|                                    |                        |       |                   |                                                                                          |
| 1 februari 1956 «onderlinge duels» | Brazilië               | 2 – 1 | PER               | Estadio Centenario, Montevideo Toeschouwers: 20.000 Scheidsrechter: Washington Rodríguez |
| 1 februari 1956 «onderlinge duels» | Alvaro 10' Zezinho 80' |       | Roberto Drago 42' | Estadio Centenario, Montevideo Toeschouwers: 20.000 Scheidsrechter: Washington Rodríguez |

|                                    |                      |       |          |                                                                                           |
| 1 februari 1956 «onderlinge duels» | Argentinië           | 1 – 0 | Paraguay | Estadio Centenario, Montevideo Toeschouwers: 20.000 Scheidsrechter: João Baptista Laurito |
| 1 februari 1956 «onderlinge duels» | Carlos Cecconato 54' |       |          | Estadio Centenario, Montevideo Toeschouwers: 20.000 Scheidsrechter: João Baptista Laurito |

|                                    |                  |       |                   |                                                                                       |
| 5 februari 1956 «onderlinge duels» | Paraguay         | 1 – 1 | Peru              | Estadio Centenario, Montevideo Toeschouwers: 25.000 Scheidsrechter: Juan Regis Brozzi |
| 5 februari 1956 «onderlinge duels» | Máximo Rolón 76' |       | Isaac Andrade 61' | Estadio Centenario, Montevideo Toeschouwers: 25.000 Scheidsrechter: Juan Regis Brozzi |

|                                    |              |       |            |                                                                                          |
| 5 februari 1956 «onderlinge duels» | Brazilië     | 1 – 0 | Argentinië | Estadio Centenario, Montevideo Toeschouwers: 25.000 Scheidsrechter: Washington Rodríguez |
| 5 februari 1956 «onderlinge duels» | Luizinho 88' |       |            | Estadio Centenario, Montevideo Toeschouwers: 25.000 Scheidsrechter: Washington Rodríguez |

|                                    |                                    |       |                   |                                                                                       |
| 6 februari 1956 «onderlinge duels» | Uruguay                            | 2 – 1 | Chili             | Estadio Centenario, Montevideo Toeschouwers: 60.000 Scheidsrechter: Juan Regis Brozzi |
| 6 februari 1956 «onderlinge duels» | Óscar Míguez 12' Carlos Borges 58' |       | Ramírez Banda 59' | Estadio Centenario, Montevideo Toeschouwers: 60.000 Scheidsrechter: Juan Regis Brozzi |

|                                    |                                                                               |       |                                                          |                                                                                      |
| 9 februari 1956 «onderlinge duels» | Chili                                                                         | 4 – 3 | Peru                                                     | Estadio Centenario, Montevideo Toeschouwers: 5.000 Scheidsrechter: Juan Regis Brozzi |
| 9 februari 1956 «onderlinge duels» | Enrique Hormazábal 15' Manuel Muñoz 34' José Fernández 70' Leonel Sánchez 86' |       | Félix Castillo 22' Máximo Mosquera 57' Gómez Sánchez 80' | Estadio Centenario, Montevideo Toeschouwers: 5.000 Scheidsrechter: Juan Regis Brozzi |

|                                     |         |       |          |                                                                                       |
| 10 februari 1956 «onderlinge duels» | Uruguay | 0 – 0 | Brazilië | Estadio Centenario, Montevideo Toeschouwers: 80.000 Scheidsrechter: Juan Regis Brozzi |
| 10 februari 1956 «onderlinge duels» |         |       |          | Estadio Centenario, Montevideo Toeschouwers: 80.000 Scheidsrechter: Juan Regis Brozzi |

|                                     |                                          |       |          |                                                                                         |
| 12 februari 1956 «onderlinge duels» | Chili                                    | 2 – 0 | Paraguay | Estadio Centenario, Montevideo Toeschouwers: 4.000 Scheidsrechter: Washington Rodríguez |
| 12 februari 1956 «onderlinge duels» | Enrique Hormazábal 41' Ramírez Banda 51' |       |          | Estadio Centenario, Montevideo Toeschouwers: 4.000 Scheidsrechter: Washington Rodríguez |

|                                     |                    |       |            |                                                                                        |
| 15 februari 1956 «onderlinge duels» | Uruguay            | 1 – 0 | Argentinië | Estadio Centenario, Montevideo Toeschouwers: 80.000 Scheidsrechter: Cayetano de Nicola |
| 15 februari 1956 «onderlinge duels» | Javier Ambrois 23' |       |            | Estadio Centenario, Montevideo Toeschouwers: 80.000 Scheidsrechter: Cayetano de Nicola |

|                   |
| Vlag van Uruguay  |
| URUGUAY 9de titel |

## Doelpuntenmakers
4 doelpunten
- Enrique Hormazábal

3 doelpunten
- Guillermo Escalada
- Óscar Míguez

2 doelpunten
- Ángel Labruna
- Jaime Ramírez Banda
- Leonel Sánchez
- Máximo Rolón
- Roberto Drago

1 doelpunt
- Carlos Cecconato
- Omar Sívori
- Federico Vairo
- Álvaro
- Luizinho
- Maurinho

- Zezinho
- José Fernández
- Manuel Muñoz
- René Meléndez
- Antonio Gómez
- Isaac Andrade

- Félix Castillo
- Gómez Sánchez
- Máximo Mosquera
- Javier Ambrois
- Carlos Borges
- José Walter Roque

1916 · 
1917 · 
1919 · 
1920 · 
1921 · 
1922 · 
1923 · 
1924 · 
1925 · 
1926 · 
1927 · 
1929 · 
1935 · 
1937 · 
1939 · 
1941 · 
1942 · 
1945 · 
1946 · 
1947 · 
1949 · 
1953 · 
1955 · 
1956 · 
1957 · 
1959 · 
1959 · 
1963 · 
1967 · 
1975 · 
1979 · 
1983 · 
1987 · 
1989 · 
1991 · 
1993 · 
1995 · 
1997 · 
1999 · 
2001 · 
2004 · 
2007 · 
2011 · 
2015 · 
2016 ·
2019 ·
2021 ·
2024